# Helton da Silva Arruda
Helton da Silva Arruda (Alcântara, 18 mei 1978) - voetbalnaam Helton - is een Braziliaans profvoetballer, die speelt als doelman. Hij tekende in oktober 2020 een eenjarig contract bij UD Leiria, nadat hij in 2016 eerder zijn voetbalcarrière beëindigde. In oktober 2006 debuteerde hij in het Braziliaans voetbalelftal.

## Voetbalcarrière
Helton doorliep de jeugd van CR Vasco da Gama. Daarnaast speelde hij met Brazilië op het FIFA jeugd-WK en het Olympisch voetbaltoernooi 2000. Hij werd met Vasco da Gama in 2000 landskampioen en winnaar van de Copa Mercosur.
Toen in 2002 zijn contract afliep, tekende hij bij UD Leiria. Hier speelde hij zich in de kijker bij FC Porto, dat hem aan het einde van het seizoen 2004/05 overnam. Hier diende zijn kans zich aan toen de toenmalige trainer Co Adriaanse eerste doelman Vítor Baía uit de basis haalde na een fout die FC Porto een nederlaag opleverde. Helton greep deze kans. Dit leidde in 2006 tot een oproep voor het Braziliaans voetbalelftal. Zijn eerste wedstrijd in het Braziliaanse elftal was een oefeninterland tegen Koeweit. Deze wedstrijd werd door de FIFA echter niet gezien als een officiële wedstrijd, waardoor zijn officiële debuut uitgesteld werd tot 15 november 2006, toen er een oefeninterland tegen Zwitserland op het programma stond.
In juli 2016 beëindigde Helton zijn voetbalcarrière bij FC Porto.

## Trainerscarrière
Van januari 2018 tot april 2018 was Helton hoofdtrainer van SC Freamunde, op dat moment uitkomend in de Campeonato de Portugal.

## Rentree in het profvoetbal
In oktober 2020, vier jaar na zijn "voetbalpensioen", tekende Helton op 42-jarige leeftijd een contract tot medio 2021 bij UD Leiria, uitkomend in de Campeonato de Portugal.

## Erelijst
Vasco da Gama
- Campeonato Brasileiro Série A: 2000
- Campeonato Carioca: 1998
- Copa Mercosur: 2000
- Taça Guanabara: 2000
- Taça Rio: 2001

 FC Porto
- Primeira Liga: 2005/06, 2006/07, 2007/08, 2008/09, 2010/11, 2011/12, 2012/13
- Taça de Portugal: 2005/06, 2008/09, 2009/10, 2010/11
- Supertaça Cândido de Oliveira: 2006, 2009, 2010, 2011, 2012, 2013
- UEFA Europa League: 2010/11

 Brazilië
- Copa América: 2007

Individueel
- Primeira Liga Doelman van het Jaar: 2010/11, 2012/13

## Statistieken
| Periode  | Club             | Land              | Competitie                    | Wed. | Dlp. |
| -------- | ---------------- | ----------------- | ----------------------------- | ---- | ---- |
| 2000–'02 | CR Vasco da Gama | Vlag van Brazilië | Campeonato Brasileiro Série A | 52   | 0    |
| 2002–'05 | UD Leiria        | Vlag van Portugal | Primeira Liga                 | 67   | 0    |
| 2005–'16 | FC Porto         | Vlag van Portugal | Primeira Liga                 | 232  | 0    |
| 2020–    | FC Porto         | Vlag van Portugal | Campeonato de Portugal        | 2    | 0    |

*Bijgewerkt op 2 februari 2021.
1 Helton ·
2 Baiano ·
3 Fábio Bilica ·
4 Álvaro ·
5 Marcos Paulo ·
6 Fábio Aurélio ·
7 Ronaldinho ·
8 Fabiano Pereira ·
9 Edu Schmidt ·
10 Alex  ·
11 Geovanni ·
12 Roger ·
13 André Luís ·
14 Lúcio ·
15 Mozart ·
16 Athirson ·
17 Lucas Severino ·
18 Fábio Costa ·
Coach: Vanderlei Luxemburgo
1 Helton ·
2 Maicon ·
3 Alex ·
4 Juan ·
5 Mineiro ·
6 Gilberto Melo ·
7 Elano ·
8 Gilberto Silva  ·
9 Vágner Love ·
10 Diego ·
11 Robinho ·
12 Doni ·
13 Dani Alves ·
14 Alex Silva ·
15 Naldo ·
16 Kléber ·
17 Josué ·
18 Fernando Menegazzo ·
19 Júlio Baptista ·
20 Anderson ·
21 Afonso Alves ·
22 Fred ·
Coach: Dunga